# Окуниця
Окуниця (пол. Okunica) — село в Польщі, у гміні Пижиці Пижицького повіту Західнопоморського воєводства.
Населення — 297 осіб (2011).
У 1975-1998 роках село належало до Щецинського воєводства.

## Демографія
Демографічна структура станом на 31 березня 2011 року:
|          | Загалом | Допрацездатний вік | Працездатний вік | Постпрацездатний вік |
| -------- | ------- | ------------------ | ---------------- | -------------------- |
| Чоловіки | 144     | 29                 | 106              | 9                    |
| Жінки    | 153     | 28                 | 86               | 39                   |
| Разом    | 297     | 57                 | 192              | 48                   |